# Episodi di Piccoli brividi (prima stagione)
La prima stagione della serie televisiva Piccoli brividi è composta da 19 episodi, andati in onda in Canada dal 1995 al 1996, mentre in Italia sono andati in onda su Italia 1 alle 20.00 di domenica sera nell'autunno del 1997. Le trame linkate sono relative ai relativi libri da cui le storie provengono.
| nº | Titolo originale                    | Titolo italiano                                   | Romanzo                           | Prima TV Canada  | Prima TV Italia  |
| -- | ----------------------------------- | ------------------------------------------------- | --------------------------------- | ---------------- | ---------------- |
| 1  | The Haunted Mask: Part 1            | La maschera maledetta (prima parte)               | La maschera maledetta             | 27 ottobre 1995  |                  |
| 2  | The Haunted Mask: Part 2            | La maschera maledetta (seconda parte)             | La maschera maledetta             | 27 ottobre 1995  |                  |
| 3  | The Cuckoo Clock of Doom            | La pendola del destino                            | La pendola del destino            | 3 novembre 1995  | 19 ottobre 1997  |
| 4  | The Girl Who Cried Monster          | Al mostro! Al mostro!                             | Al mostro! Al mostro!             | 10 novembre 1995 | 12 ottobre 1997  |
| 5  | Welcome to Camp Nightmare: Part 1   | Il campeggio degli orrori (prima parte)           | Il campeggio degli orrori         | 17 novembre 1995 | 16 novembre 1997 |
| 6  | Welcome to Camp Nightmare: Part 2   | Il campeggio degli orrori (seconda parte)         | Il campeggio degli orrori         | 17 novembre 1995 |                  |
| 7  | Phantom of the Auditorium           | Il fantasma del palcoscenico                      | Il fantasma del palcoscenico      | 1º dicembre 1995 | 2 novembre 1997  |
| 8  | Piano Lessons Can Be Murder         | Il pianoforte impazzito                           | Il pianoforte impazzito           | 8 dicembre 1995  | 23 novembre 1997 |
| 9  | Return of the Mummy                 | Il ritorno della mummia                           | Il ritorno della mummia           | 22 dicembre 1995 | 21 dicembre 1997 |
| 10 | Night of the Living Dummy II        | Il pupazzo parlante                               | Il pupazzo parlante n.2           | 12 gennaio 1996  | 28 dicembre 1997 |
| 11 | My Hairiest Adventure               | Un tragico esperimento                            | Un tragico esperimento            | 19 gennaio 1996  | 14 dicembre 1997 |
| 12 | Stay Out of the Basement: Part 1    | Il mistero dello scienziato pazzo (prima parte)   | Il mistero dello scienziato pazzo | 27 gennaio 1996  | 7 dicembre 1997  |
| 13 | Stay Out of the Basement: Part 2    | Il mistero dello scienziato pazzo (seconda parte) | Il mistero dello scienziato pazzo | 27 gennaio 1996  |                  |
| 14 | It Came from Beneath the Sink!      | Un mostro in cucina                               | Un mostro in cucina               | 2 febbraio 1996  |                  |
| 15 | Say Cheese and Die!                 | Foto dal futuro                                   | Foto dal futuro                   | 9 febbraio 1996  | 4 gennaio 1998   |
| 16 | A Night in Terror Tower: Part 1     | I prigionieri della torre (prima parte)           | I prigionieri della torre         | 25 febbraio 1996 |                  |
| 17 | A Night in Terror Tower: Part 2     | I prigionieri della torre (seconda parte)         | I prigionieri della torre         | 25 febbraio 1996 |                  |
| 18 | The Werewolf of Fever Swamp: Part 1 | Il lupo della palude (prima parte)                | Il lupo della palude              | 17 maggio 1996   |                  |
| 19 | The Werewolf of Fever Swamp: Part 2 | Il lupo della palude (seconda parte)              | Il lupo della palude              | 17 maggio 1996   |                  |

## La maschera maledetta
- Tratto da: La maschera maledetta

Un paio di giorni prima di Halloween. Carly Beth è una ragazzina molto timida ed ha paura di tutto, tant'è che per un misero scherzo rimane terrorizzata. Inoltre viene continuamente presa in giro da due bulli della scuola Chuck e Steve. Dopo l'ennesimo scherzo dei due, Carly Beth decide di vendicarsi, così nel pomeriggio del giorno di Halloween va in un nuovo negozio di maschere che aveva adocchiato giorni prima con la sua migliore amica Sabrina. Entrata nel negozio Carly Beth viene sorpresa dal negoziante, un uomo molto serio che le dà solo cinque minuti per guardare. Viene però incuriosita da una stanza dove ci sono maschere spaventose su dei piedistalli. Arriva però il negoziante che le impedisce di prendere una di quelle ma lei ne prende una e fugge. Arrivata la notte, Carly Beth, con addosso la maschera, e la sua amica Sabrina perlustrano le case in cerca di dolcetti ma Carly Beth inizia a comportarsi male e sembra voler strangolare la sua amica Sabrina. Carly Beth inizia a diventare davvero pazza e cattiva con quella maschera addosso. Inizia così a scappare da Sabrina per cercare Chuck e Steve per spaventarli. I due stanno giocando nel cimitero, quando arriva Carly Beth che spaventa i due e cosa inaspettata la testa di gesso che le aveva fatto la madre con le sue sembianze, inizia a parlare chiedendo aiuto. I due scappano e Carly Beth seppellisce la testa di gesso e ritorna da Sabrina. Arrivati a casa dell'amica Carly Beth decide di togliersi la maschera ma questa non viene più via. Scappa così e si dirige verso il negoziante che le dice che quelle maschere sono malvagie e sono vere facce. Per risolvere la questione egli dice a Carly Beth di trovare un simbolo d'affetto che spezzi il male della maschera. Però le altre maschere maledette si svegliano e iniziano ad inseguire Carly Beth, la quale scappa e si dirige verso il cimitero dove ha seppellito la testa di gesso che, mostrandola alle maschere, le fa scappare e le fa riuscire a togliersi la sua. Così Carly Beth capisce che la testa di gesso è il simbolo d'amore che cercava e ritorna a casa sua dove si precipita fra le braccia della madre.

## La pendola del destino
- Tratto da: La pendola del destino

Michael vive costantemente tormentato dalla sorellina più piccola Tara, che è vista come il cucciolo di casa e che quando fa dispetti dice sempre che a fare tutto è stato Michael. Un giorno, i genitori di Michael e Tara portano a casa una pendola strana con un brutto uccello che batte le ore.
Michael in particolare non vede la pendola di buon occhio. 
È il compleanno di quest'ultimo, e qui il protagonista non solo è vittima di uno degli scherzi della sorella ma viene anche umiliato e deriso da tutti. Stufo di questa situazione, Michael decide di farla pagare a Tara e quella notte, mentre l'uccellino esce per battere le ore, Michael gira la testa del volatile all'indietro.
Il giorno successivo, quest'ultimo si rende conto di rivivere il giorno precedente, ovvero il suo compleanno, e poi di iniziare a regredire nel tempo, prima arrivando ad avere 9 anni, poi 6 e infine 3. Capisce cos'è successo: girando la testa dell'uccellino ha fatto sì che il tempo tornasse all'indietro. Tornando a 2 anni di vita, scopre il negozio dov'è la pendola e chiede come può ai genitori di entrare lì dentro, è l'unica occasione che Michael ha per evitare di tornare ad essere un feto e di morire senza nemmeno nascere. Cercando di scalare la pendola per mettere la testa dell'uccellino a posto, inavvertitamente toglie col piede un tassello dove c'è scritto 1988. Quando la pendola batte l'ora, Michael riesce a rimettere la testa dell'uccellino al suo posto e così il giorno seguente si risveglia nuovamente dodicenne.
Corre per riabbracciare tutti, compresa Tara, ma quando entra nella sua stanza vede uno studio ammobiliato diversamente. Quando trova i genitori, li vede col loro nuovo acquisto, la pendola, con un tassello mancante dove dovrebbe esserci l'anno 1988: staccando quel tassello, Michael ha fatto sì che Tara non nascesse e quindi ora può godersi la sua nuova vita.

## Al mostro! Al mostro!
- Tratto da: Al mostro! Al mostro!

Lucy è una ragazzina un po' pestifera che si diverte a giocare scherzi a danno di suo fratello minore Randy: gli racconta sempre di mostri, spiriti e spiritelli. Ma non sa ancora che presto sarà lei ad avere a che fare con un mostro vero. E il mostro in questione è il signor Mortman, il bibliotecario. Lucy lo sorprende nel momento della sua trasformazione: ha la testa simile a un pallone, gli occhi sporgenti e adora mangiare insetti vivi. Quando lo racconta ai suoi genitori, le sue parole sono accolte con evidente scetticismo: i due credono si sia inventata un'altra storia per spaventare il fratellino. Allora, per dimostrare che ciò che ha detto è vero, Lucy prende una macchina fotografica e torna in biblioteca a fargli delle foto. Più tardi, mentre i genitori vanno al centro commerciale per mangiare al ristorante cinese, Lucy va al negozio di fotografie e, con orrore, scopre che nelle foto che ha fatto non c'è nemmeno un'immagine del signor Mortman. Per dimostrare di non essere pazza, Lucy si porta dietro il suo migliore amico Aaron per fargli vedere il vero aspetto di Mortman. Qui il bibliotecario la scopre e tenta di ucciderla, ma Aaron vede tutto. Fortunatamente, Lucy riesce a scappare. Alcuni giorni più tardi, Mortman viene invitato a cena dai genitori di Lucy. Alla domanda: "Che cosa c'è per cena?", la mamma di Lucy risponde: "Beh... doveva essere una sorpresa, ma visto che ce l'ha chiesto... c'è Lei!". Mortman non capisce quella risposta. La mamma di Lucy voleva dire che il piatto del giorno è il signor Mortman, che con orrore vede i genitori di Lucy trasformarsi in orribili mostri zannuti che sbranano il bibliotecario. La ragazzina è inorridita da ciò che ha visto. Per rassicurarla, i genitori le dicono che non le faranno mai del male, che anche lei è come loro ma il suo potere di metamorfosi si svilupperà col tempo. Infatti i genitori di Lucy e Randy sono dei mostri dotati del potere di metamorfosi che sono venuti a Timberland Falls per stare in pace.

## Il campeggio degli orrori
- Tratto da: Il campeggio degli orrori

Il ragazzo protagonista Billy prende un pulmino per andare a un campeggio estivo con altri ragazzi. Il pilota li lascia in mezzo ai boschi e riparte dopo aver scaricato i loro bagagli. I ragazzi vengono quasi attaccati da una mostruosa creatura canina, messa in fuga solo all'arrivo di un guardiacaccia che si rivela essere il direttore del campeggio estivo, Al, detto "lo zio Al". Egli spiega che la belva si chiama Sciabola e che basta non uscire dai sentieri per evitarla. Durante il tragitto Billy conosce una ragazza di nome Diana che, come lui, è diretta al campeggio, però ad un campeggio femminile. Il direttore raccomanda di non andare al Capanno Proibito. I giorni sono un susseguirsi di fatto misteriosi e spaventosi (alcuni ragazzi scompaiono e gradualmente cadono nell'oblio, eventualmente dopo una disgrazia, mentre Billy sembra essere l'unico a curarsene): nella camerata, un ragazzo di nome Mike viene morso da un serpente (che il protagonista getta via dopo averlo avvolto in un lenzuolo) e Billy scopre con orrore che non c'è un'infermeria nel campo; durante una partita a baseball, il capogruppo Larry tramortisce intenzionalmente Colin  con la palla e riesce a fare passare il fatto per un incidente mentre Billy invano protesta per l'intenzionalità; durante una prova di coraggio che consiste nel dormire in tenda all'aperto, Billy si rifiuta di andare al Capanno Proibito e un compagno di nome Roger scompare divorato da Sciabola (almeno così racconta il superstite Jay), che ringhiando spinge Billy a raggiungere coraggiosamente Jay dopo l'accaduto; durante una gita in canoa, Colin e Jay si sbilanciano cadendo in acqua e scomparendo, mentre Billy tenta invano di salvarli a nuoto. Il protagonista rimane l'unico nella propria stanza e decide di fare luce sul mistero entrando  nel Capanno Proibito, convinto che nasconda  qualcosa di importante,  e vi trova Diana che gli racconta di stare cercando di scappare per le stesse ragioni di Billy. Inoltre i due scoprono che le lettere mandate a casa venivano tutte accumulate in quel Capanno  senza mai essere recapitate. Subito dopo Billy e i suoi compagni ricevono delle balestre tranquillanti non letali perché una ragazza (Diana) del campeggio femminile è scappata e la direttrice del campeggio ha chiamato lo zio Al per andarla a riprendere. Ormai Billy è sul punto di esplodere e si rifiuta di eseguire l'ordine, ritenendolo eccessivo. Lo zio Al, che fino ad allora era stato comprensivo con Billy, va su tutte le furie e gli ordina di imbracciare l'arma. Billy la prende e gliela punta contro per estorcergli la verità, ma invano, e così gli spara. A quel punto lo zio Al fa il gesto di farsi male... per poi rialzarsi con un sorriso a 32 denti stampato in faccia. Billy non capisce il perché di quell'entusiasmo. Allora lo zio Al si mette a gridare che tutti devono uscire perché Billy ce l'ha fatta. E a quelle parole escono fuori tutti gli scomparsi... che si erano tutti messi d'accordo (creature pericolose e armi sono finte, Jay e Colin si erano nascosti sotto l'imbarcazione rovesciata in acqua per scomparire senza smettere di respirare). E poi escono anche i genitori di Billy. A quel punto, Al spiega che il campeggio in realtà è un laboratorio governativo in cui si effettuano dei test: infatti i genitori di Billy lavorano per il governo e per questo devono fare lunghi viaggi. In questo viaggio vogliono portare anche il figlio, ma prima devono vedere se lui è pronto. E il test a cui Billy è stato sottoposto dimostra che lui è pronto per partire con i genitori verso una missione top secret in un posto assolutamente inospitale e pieno di insidie. Un posto chiamato Terra.

## Il fantasma del palcoscenico
- Tratto da: Il fantasma del palcoscenico

Brooke Rogers viene scelta per interpretare la protagonista di un dramma teatrale a scuola, il cui protagonista è un fantasma. Una leggenda narra che è un testo maledetto, perché quando fu costruita la scuola, fu ritrovato il copione di questo testo e il ragazzo che lo trovò fu scelto come il protagonista ma la sera dello spettacolo il ragazzo scomparve e non si ritrovò più. Tornando a Brooke, iniziò a notare che ci furono diverse infrazioni a scuola, soprattutto nell'auditorium dove facevano le prove per lo spettacolo, ma lei pensava che fosse Zeke Matthews, suo migliore amico e interprete del fantasma, o Emile, il guardiano notturno. Il giorno dello spettacolo, qualcuno diede una botta in testa a Zeke, che svenne, e prese il suo posto: era il ragazzo scomparso! Quando Zeke riprese i sensi, Brooke andò agli armadietti e trovò una cosa che la sconvolse...

## Il pianoforte impazzito
- Tratto da: Il pianoforte impazzito

Jerry è un ragazzo un po' malizioso. Vive insieme alla madre, una donna sarcastica, col padre, un uomo nervoso e con il suo brutto gatto Bonkers. Lui e la famiglia si trasferiscono in una nuova città. Nella cantina della sua nuova, grande e misteriosa casa, c'è un pianoforte. Una notte Jerry sente qualcuno suonare il pianoforte; scende in cantina per indagare, una volta lì vede il fantasma del vecchio proprietario della casa. Jerry è molto spaventato, ma nonostante tutto decide di prendere lezioni di pianoforte. Il dottor Shreek, il suo maestro, si altera perché il ragazzo, intimorito degli avvertimenti del fantasma di non suonare, sbaglia delle note. Shreek lo attacca, attratto dalle belle mani del ragazzo. Jerry viene salvato dal professor Toggle, il quale gli spiega che il dottor Shreek non è altro che un robot malvagio. Ma si scopre presto che il robot adoperava proprio per mano del salvatore di Jerry. Jerry chiede spiegazioni e Toggle risponde semplicemente che vuole meccanizzare le sue mani per poi farle suonare per l'eternità. Il fantasma salva il ragazzo costringendo Toggle a suonare per l'eternità.
Curiosità: Il dottor Shreek era interpretato da Aron Tager, l'attore che nella serie televisiva concorrente Hai paura del buio? interpretava il dottor Vink.

## Il pupazzo parlante
- Tratto da: Il pupazzo parlante n.2

Amy è una ragazza che vive nella sua ricca e numerosa famiglia composta dal padre, dalla madre, e due fratelli Jed e Sara la quale è molto viziata e narcisista per la sua bravura in tutto. Amy è una ragazzina che ama i pupazzi e un giorno quello che ha da sempre si rompe, così il padre gliene compra uno nuovo di nome Slappy con una strana scritta nel taschino Karru Marri Odonna Loma Molonu Karrano. Da quel momento nella famiglia succedono cose strane: il dipinto di Sara viene scarabocchiato, nella casa ci sono problemi e tutti incolpano Amy. Un giorno mentre fa uno spettacolino con il suo pupazzo Slappy, il pupazzo inizia a parlare da solo offendendo i membri della famiglia e tutti incolpano Amy. Così la ragazza inizia a sospettare che il pupazzo sia vivo. La notte Slappy va in cucina e con la chitarra del padre cerca di colpire quest'ultimo ma Amy gli cade addosso rompendo la chitarra e i genitori l'accusano di nuovo. Così in famiglia iniziano tutti a vedere di malocchio Amy, anche una sua amica dopo un'esperienza rompe la loro amicizia. Così Amy decide di buttare Slappy nelle fogne ma sfortunatamente quest'ultimo ritorna e si fa scoprire anche dagli altri due fratelli. Le due sorelle iniziano a combattere il malvagio pupazzo ma ecco che arriva qualcuno che lo spinge a terra e lo fa rompere. Arrivati anche i genitori tutti pensano che sia stato Jed a spingere il pupazzo ma la verità è che a romperlo è stato il vecchio pupazzo di Amy, vivo anche lui che comincia a scoppiare in una risata maniacale.

## Un tragico esperimento
- Tratto da: Un tragico esperimento

Raggio di sole. Abbronzatura in pochi minuti. Questa è la scritta che presenta la misteriosa boccettina che Larry Boyd trova abbandonata in un magazzino. Immaginando di poter ottenere una bella abbronzatura in breve tempo il ragazzo e i suoi amici Lily, Jared, Manny e Kristina decidono di provare il prodotto che però ha degli effetti imprevisti: in poco tempo i cinque ragazzi inizieranno a ricoprirsi di peli mentre alcuni di loro spariranno misteriosamente, e alla fine si scoprirà che in realtà Larry e i suoi amici erano cani trasformati in ragazzi dal dottore di Larry. Tempo dopo, ormai abituato alla sua nuova vita da quadrupede, Larry vede i suoi ex genitori tornare a casa con una bimba piccola. Larry la guarda meglio e vede che la bimba ha degli occhi quasi da gatto, segno che il dottore ha continuato a fare esperimenti per trasformare gli animali in esseri umani.

## Il mistero dello scienziato pazzo
- Tratto da: Il mistero dello scienziato pazzo

Il dottor Brewer si comporta stranamente, passando praticamente tutto il tempo nella cantina di casa sua, lavorando sui suoi esperimenti con le piante. Ha avvertito i suoi figli, Margaret e Casey, di non entrarci ma i due sgattaiolano dentro e danno un'occhiata alle enormi piante. Cominciano a preoccuparsi ancora di più quando Margaret scopre suo padre mangiare concime, dormire su uno strato di terriccio e lavarsi una ferita ad una mano dalla quale cola del sangue verde. Quando gli cade il berretto rivelando delle foglie che gli crescono dalla testa, il dottor Brewer spiega che sta lavorando con l'ingegneria genetica, per creare un ibrido pianta/animale. Infine Margaret e Casey ritornano nella cantina e trovano un altro dottor Brewer legato e imbavagliato nello sgabuzzino. Questo porta ad una resa dei conti finale, nella quale i fratelli e la madre scoprono la verità: il dottor Brewer aveva cominciato per sbaglio a creare piante in parte umane, e il "dottor Brewer" con il quale i suoi familiari avevano vissuto per un certo tempo è in realtà un clone quasi perfetto del vero dottor Brewer. Il clone, insieme alla maggior parte delle piante, è distrutto dal vero dottor Brewer con un'ascia, mentre alcune delle piante normali sono spostate in giardino. Nelle ultime righe del libro, una di queste piante parla a Margaret sostenendo di essere il suo vero padre, ma questo sviluppo è lasciato sospeso.

## Un mostro in cucina
- Tratto da: Un mostro in cucina

La famiglia di Katrina si trasferisce in una nuova casa. Qui il loro cane Killer inizia a ringhiare contro l'armadietto sotto il lavandino in cucina. Lo aprono e vi trovano qualcosa di molto bizzarro: sembra una spugna, ma è calda ed emette degli strani rumori, come se respirasse. Dopo averla tirata fuori dal suo nascondiglio, Katrina cerca di capire cosa sia quello strano essere, ma sempre senza trovare risposta. Nel frattempo, strani eventi cominciano a capitare attorno a lei, come se portasse sfortuna a tutti coloro che le stanno attorno, incluso il suo cane Killer, che scompare.
Poi, su un libro chiamato "L'enciclopedia dell'assurdo" reperito da Daniel, scoprono che la cosa è in realtà un Grul, un mostro che causa incidenti e sventure al suo "possessore" e a chi gli sta intorno, nutrendosi della sua sfortuna. Il Grul non può essere ucciso né con la forza né con altri metodi violenti, né ci si può sbarazzare di un Grul, perché chiunque perda il Grul o se ne liberi volontariamente è destinato a morire entro un giorno. Può solo passare a un nuovo possessore quando quello vecchio muore. 
Katrina cerca in tutti i modi di uccidere il Grul, ma sempre inutilmente, attirando a sé solo nuove sventure. Alla fine però scopre che dando al Grul l'esatto opposto di ciò che vuole, cioè amore ed affetto, questo si indebolisce. Inizia allora dare al Grul carezze ed effusioni, e così il Grul diventa la sua "mascotte" personale dal momento che non può disfarsene.
Alla fine dell'episodio, ricompare anche Killer, il quale scopre però ha in bocca una sorpresa: una patata con i denti, presumibilmente il terribile Lanx, una patata-vampiro che succhia il sangue di chi la tocca.
Katrina lancia un urlo terrificante.
- Curiosità: In questo episodio è presente, nel ruolo della madre di Katrina, Amanda Tapping, la Samantha Carter della serie di fantascienza Stargate SG1.

## Foto dal futuro
- Tratto da: Foto dal futuro

Un click, un flash e un misterioso ronzio. Greg, il protagonista, va con i suoi amici a esplorare una casa abbandonata e trova una macchina fotografica speciale che fa delle foto che rappresentano il futuro. Fa una foto alla sua amica Shani ma lei nella foto non compare, e dopo mezz'ora Shani si perde dal gruppo di amici, ma quando Greg strappa la foto Shani ricompare. Successivamente fa una foto alla sua nuova auto ma la foto rappresenta l'auto con il cofano sfondato, e 2 giorni dopo scopre che il padre ha avuto un incidente d'auto e la macchina è andata distrutta come nella foto. Allora decide di riportare la macchina fotografica alla casa abbandonata. In quel luogo scoprono che non solo fa delle foto al futuro ma è proprio essa che decide il futuro.